# Arrondissement Metz-Ville

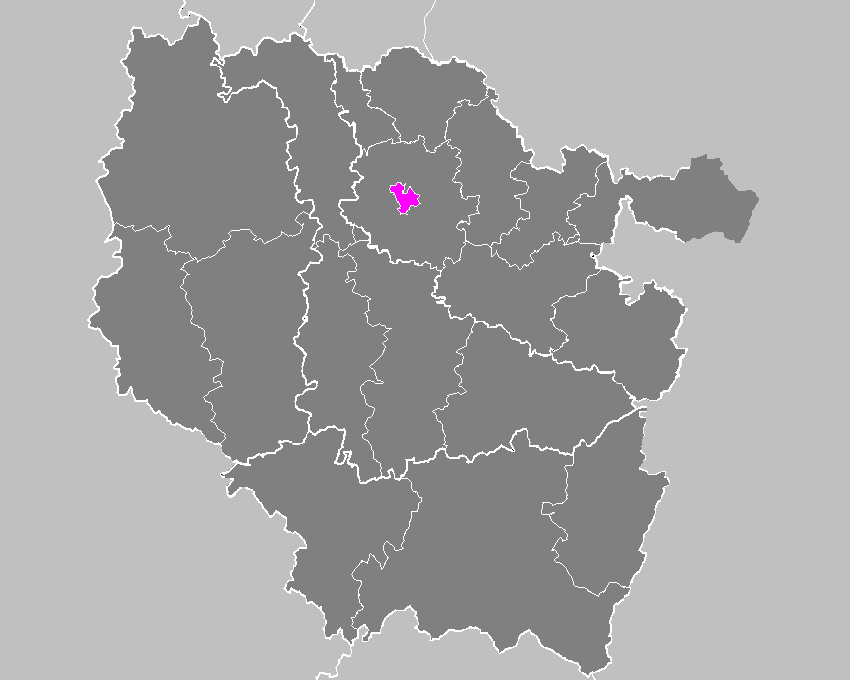
Lage in Lothringen

Das Arrondissement Metz-Ville (deutsch Metz-Stadt bzw. Stadtkreis Metz) war eine Verwaltungseinheit des Départements Moselle innerhalb der französischen Region Lothringen. Hauptort (Sitz der Präfektur) war Metz.
Es umfasste die Stadt Metz und war in vier Kantone untergliedert. Die Fläche betrug 42 Quadratkilometer, die Einwohnerzahl (2012) 119.551, die Bevölkerungsdichte 2846 Einwohner pro Quadratkilometer. Am 1. Januar 2015 wurde es mit dem Arrondissement Metz-Campagne zum neuen Arrondissement Metz zusammengeschlossen.

## Kantone
- Kanton Metz-Ville-1
- Kanton Metz-Ville-2
- Kanton Metz-Ville-3
- Kanton Metz-Ville-4